# Esperidio

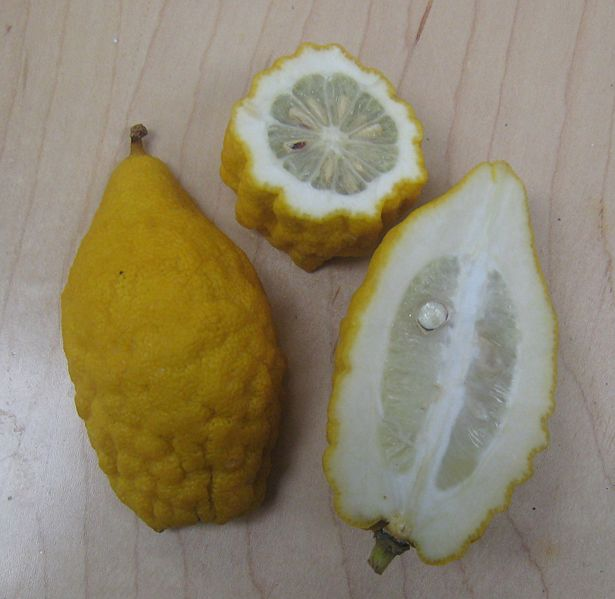
Frutto di cedro (Citrus medica)

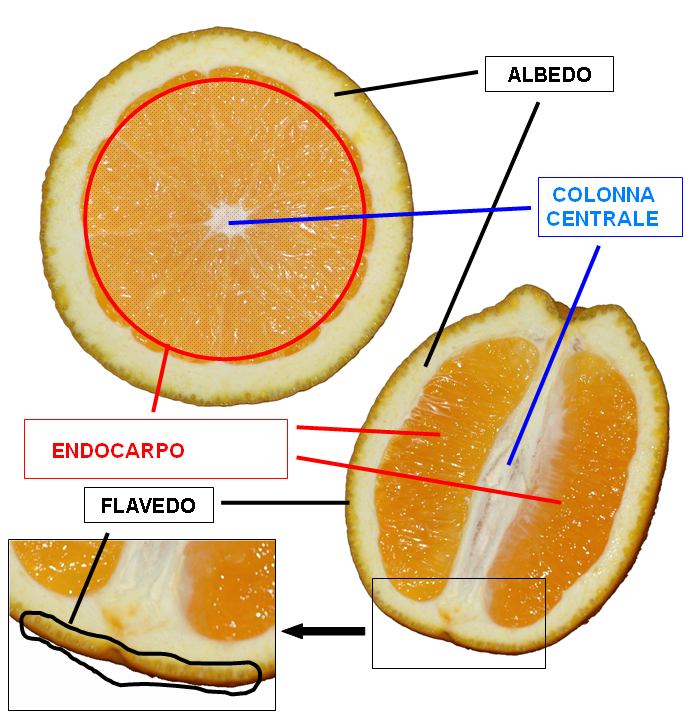
Sezione di un'arancia.

L'esperidio è un frutto carnoso assimilabile a una modificazione della bacca. 
È tipico degli agrumi, in particolare di alcune specie della famiglia delle Rutaceae, tra cui le più note sono quelle appartenenti al genere Citrus (limone, arancio, bergamotto, cedro, ecc.).

## Descrizione
L'esperidio presenta le seguenti caratteristiche: 
- epicarpo sottile, ricco di ghiandole e colorato (flavedo). È la parte colorata della buccia e contiene molte tasche lisigene ricche di oli essenziali. Viene utilizzato in cucina per ricavarne le "scorzette" (es. di arancia)
- mesocarpo bianco, spugnoso e asciutto (albedo) è un parenchima ricco di sacche d'aria[1]. È la cosiddetta parte bianca della buccia. In alcune regioni viene trasformata in candito e commercializzata con il nome di "succade".
- endocarpo. È diviso in spicchi (corrispondenti alle logge ovariche) e ricco di peli pluricellulari[2] ripieni di succo (la parte edule del frutto) e semi; gli spicchi sono disposti con simmetria raggiata intorno all'asse (colonna carpellare) del frutto.

Contrariamente alle bacche più comuni (es. pomodoro, melanzana, ecc.) l'esperidio non è commestibile nella sua interezza: un'eccezione è rappresentata dal kumquat.
Nell'arancio dolce (Citrus sinensis (L.) Osbeck, 1765), le varietà Navel presentano più verticilli di carpelli che si evidenziano nel frutto con il classico ombelico.